# 10-й флот (США)
Десятий флот — кібернетичне командування ВМС США (англ. US Fleet Cyber Command / US Tenth Fleet), є компонентою Кіберкомандування США у ВМС.
Створений у 1943 році як координатор боротьби з ворожими підводними човнами під час битви за Атлантику в Другій світовій війні. Не мав у своєму складі кораблів і налічував не більше 50 осіб особового складу. В битві за Атлантику місія флоту включала знищення підводних човнів противника, захист прибережного торгового судноплавства, маршрутизацію конвоїв, а також координацію та контроль усіх видів протичовнової оборони: навчання, протичовнева розвідка, координація дій із союзниками. Флот був активний з травня 1943 по червень 1945. Командував флотом начальник військово-морських операцій адмірал Ернест Кінг.
Флот був розформований після капітуляції Німеччини й відтворений 29 січня 2010 як флот кіберкомандування США. Першим командувачем був віцеадмірал Бернард Маккалоу III.
Флот має подвійне підпорядкування: як підрозділ кіберкомандування США і як підрозділ ВМС США. Забезпечує оперативну підтримку флотам по всьому світові у сфері інформаційних, комп'ютерних операцій, радіоелектронної боротьби та космічних операцій.